# Abraham Berglund
Abraham Berglund (i riksdagen kallad Berglund i Klovsta), född 17 mars 1831 i Multrå församling, Västernorrlands län, död där 22 mars 1905, var en svensk lantbrukare, häradsdomare och politiker.
Berglund var ledamot av riksdagens andra kammare 1883, invald i Sollefteå och Ramsele tingslags valkrets i Västernorrlands län. Valet förklarades dock upphävt kort efter att han tillträtt.